# Kafr az-Zajjat
Kafr az-Zajjat (arab. كفر الزيات) – miasto w Egipcie, w muhafazie Al-Gharbijja. W 2006 roku liczyło 71 272 mieszkańców.